# Polnische Badmintonmeisterschaft 1967
Die Polnische Badmintonmeisterschaft 1967 fand vom 30. bis zum 31. Oktober 1967 in Warschau statt. Es war die 4. Austragung der Titelkämpfe. 

## Medaillengewinner
| Disziplin    | Gold                                                     | Silber                                                     | Bronze                                                                                              |
| ------------ | -------------------------------------------------------- | ---------------------------------------------------------- | --------------------------------------------------------------------------------------------------- |
| Herreneinzel | Wiesław Świątczak (Łódź)                                 | Krzysztof Englander (Wrocław)                              | Leszek Nowakowski (Warszawa) Lech Woźny (Poznań)                                                    |
| Dameneinzel  | Barbara Rojewska (Olsztyn)                               | Halina Mozolewska (Białystok)                              | Teresa Masłowska (Warszawa) Jadwiga Ferenstein (Łódź)                                               |
| Herrendoppel | Andrzej Domagała (Wrocław) Krzysztof Englander (Wrocław) | Andrzej Dyżakowski (Warszawa) Leszek Nowakowski (Warszawa) | Jerzy Przybylski (Poznań) Lech Woźny (Poznań) Andrzej Skowroński (Łódź) Wiesław Świątczak (Łódź)    |
| Damendoppel  | nicht ausgetragen                                        | nicht ausgetragen                                          | nicht ausgetragen                                                                                   |
| Mixed        | Krzysztof Englander (Wrocław) Bożena Basińska (Wrocław)  | Lesław Markowicz (Olsztyn) Barbara Rojewska (Olsztyn)      | Wiesław Świątczak (Łódź) Jadwiga Ferenstein (Łódź) Lech Woźny (Poznań) Kinga Bednarkiewicz (Poznań) |